# امین خطیب
محمدامینِ خطیب (۱۷۳۸–۱۷۸۸م) (نسب: محمد امین بن خیرالله بن محمود بن موسی خطیبِ عُمَری) ادیب، شاعر و تاریخ‌نگار عراقی در سدهٔ هجدهم میلادی/دوازدهم هجری بود. تیجان التبیان فی مشکلات القرآن، دیوان شعر، التحف الأدبیة فی النکت البدیعیة، منهل الأولیاء فی تاریخ الموصل و رجالها و مطالع العلوم از آثار اوست.